# Babylon (film)
Babylon är en amerikansk komedi- och dramafilm från 2022. Filmen är regisserad av Damien Chazelle som också skrivit filmens manus.
Filmen hade biopremiär i Sverige den 27 januari 2023, utgiven av Paramount Pictures.

## Handling
Filmen utspelar sig i 1920-talets Los Angeles och följer ett antal Hollywood-figurer, såväl historiska som fiktiva, i filmindustrins övergång från stumfilm till talfilm. Omställningen innebär framgång för vissa och nedgång och fall för andra.

## Rollista (i urval)
- Brad Pitt – Jack Conrad
- Margot Robbie – Nellie LaRoy
- Diego Calva – Manuel "Manny" Torres
- Jean Smart – Elinor St. John
- Jovan Adepo – Sidney Palmer
- Li Jun Li – Lady Fay Zhu
- Max Minghella – Irving Thalberg
- Katherine Waterston as Estelle Conrad
- Tobey Maguire – James McKay
- Flea – Bob Levine